# Kaiserruhe
Kaiserruhe (též Nimrodské tvrziště) je zaniklá tvrz u města Mariánské Lázně v okrese Cheb. Nachází se ve Slavkovském lese na území CHKO Slavkovský les. Leží v nadmořské výšce asi 810 m při silnici z Mariánských Lázní do Pramenů v k. ú. Mariánské Lázně při hranici s k. ú. Prameny. Terénní pozůstatky tvrze jsou od roku 1987 chráněny jako kulturní památka.

## Historie
V roce 1976 procházel Bohumil Broukal s několika přáteli jednu z větví staré zemské stezky v úseku od kynžvartského hradu do Sítin. Při pátrání náhodně objevil asi jeden kilometr severně od bývalého výletního hostince Nimrod výrazný kruhový val s příkopem, který obklopoval pahorek o průměru 12 metrů a poslal hlášenku na archeologické oddělení chebského muzea. Objekt se dostal na seznam kulturních památek, ale zapomnělo se na něj až do léta 1995, kdy byl proveden archeologický výzkum. Byla provedena 11 metrů dlouhá a 1 metr široká sonda. Již ve vrchních vrstvách bylo nalezeno velké množství středověkých keramických střepů, pocházejících z konce 13. století. Bylo rovněž nalezeno nároží stavby. Objekt však nebyl kamenný, nýbrž dřevěný. Po zhodnocení výsledků výzkumu lze existenci tvrze přiřadit do doby vlády Václava II. až panování Jana Lucemburského, tedy od konce 13. až počátku 14. století.
Je možné, že tvrz bývala Hroznatovou celnicí a místem odpočinku královské družiny při putování zemskou stezkou již na konci 12. století.

## Stavební podoba
Na ostrůvku stávala dřevěná tvrz o půdorysu 5 × 6 metrů, v jehož středu stála pec s kamennou klenbou. Do hloubky 150 cm se nacházely zuhelnatělé fošny o tloušťce 3 cm. Ty původně tvořily stěny sklepního prostoru. Pahorek s tvrzí o průměru 12 metrů obklopoval příkop, který byl napájen vodou z rybníčku na východní straně tvrziště. Příkop je široký asi 8 metrů a 2–3 metry hluboký, výška valu je přibližně 2–3 metry a šířka jeho koruny do 2 metrů. Z původního rybníčku se částečně dochovala jeho hráz.

## Přístup
Pozůstatky tvrze jsou volně přístupné. Okolo tvrziště vede červeně značená turistická trasa.